# Buick Verano
Der Buick Verano ist ein Kompaktwagen, der ab 2011 von dem amerikanischen Hersteller General Motors (GM) in den USA im GM-Werk Orion in Michigan bis 2016 gebaut wurde und von GMs Joint Venture SAIC-GM in China gebaut wird. Mit dem Verano erweiterte Buick sein Angebot um ein kleineres Modell. Wie schon der ein Jahr zuvor eingeführte Buick Regal, der auf dem Opel Insignia basiert, zeigte er einen deutlichen Trend zu kleineren Autos auch in den USA. Zuletzt bot Buick in den 1980er Jahren mit dem Buick Skyhawk ein Auto in vergleichbarer Größe an.

## 1. Generation (2011–2017)

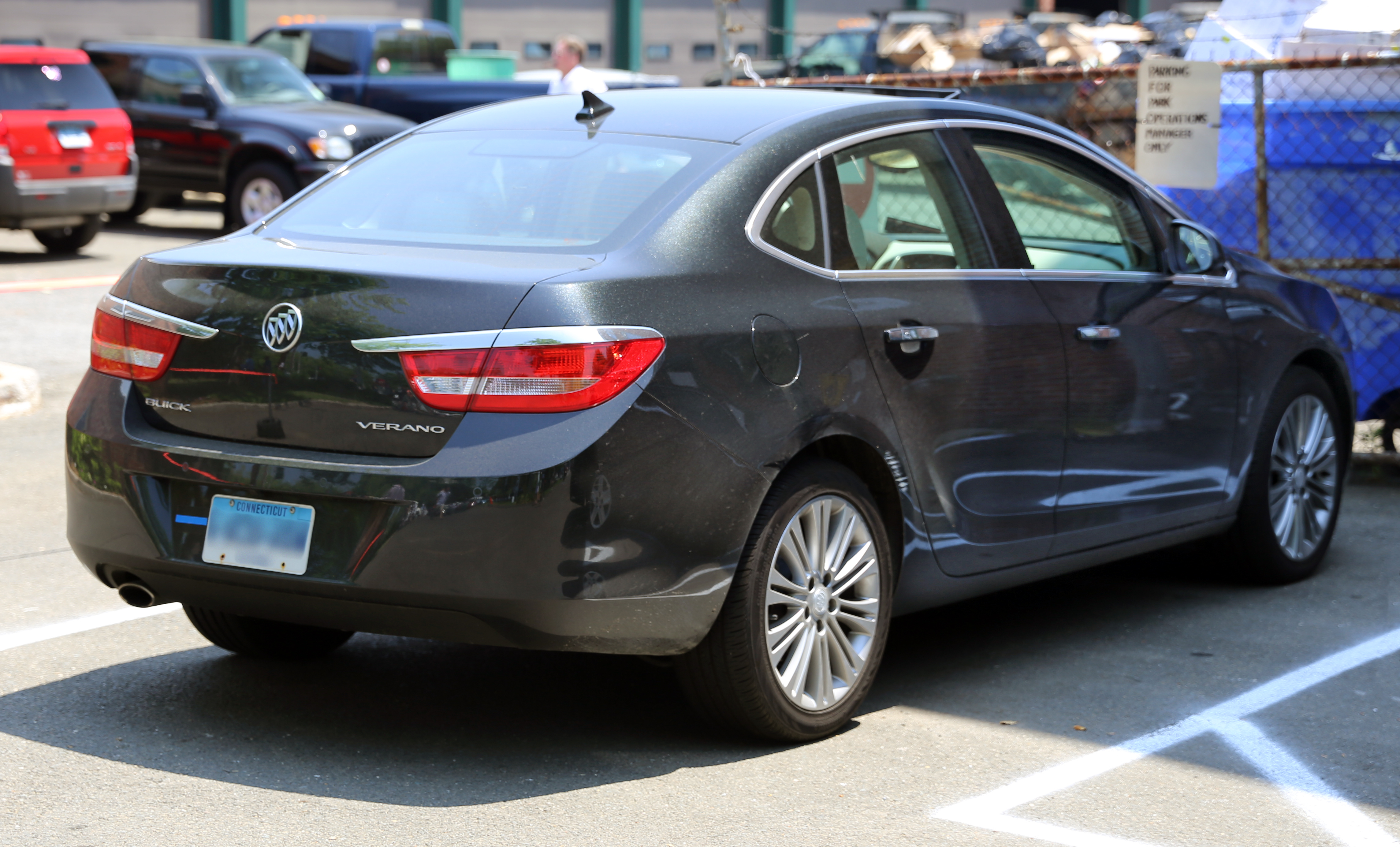
Heckansicht

Die erste Generation des Buick Verano wurde etwas vor der North American International Auto Show (NAIAS) 2011 präsentiert, seine formale Premiere fand dann auf ebendieser Fahrzeugmesse statt.
Das Fahrzeug der ersten Generation basiert auf der Delta-Plattform und ist verwandt mit der Stufenhecklimousine des Opel Astra J und (wie dieser) im weiteren Sinne auch mit dem Chevrolet Cruze J300 sowie den Minivans Opel Zafira Tourer und Chevrolet Orlando.
Es gab den Verano der ersten Generation nur mit vier Türen und Stufenheck. Es standen zwei Vierzylindermotoren zur Auswahl: Serienmäßig war ein 2384 cm³ großer Saugmotor, gegen Aufpreis gab es einen 1998 cm³ großen Turbomotor, der dank der Aufladung trotz des kleineren Hubraums die höhere Leistung erbringt. 
Die Produktion der ersten Generation im GM-Werk Orion wurde im Oktober 2016 eingestellt. Der Abverkauf erfolgte bis Frühjahr 2017. Die zweite Generation des Verano wurde nur in China angeboten, nicht aber in Nordamerika.

### Technische Daten
| Modell                        | 2.4                | 2.0                |
| ----------------------------- | ------------------ | ------------------ |
| Motorbauform                  | R4                 | R4                 |
| Hubraum in cm³                | 2384               | 1998               |
| max. Leistung in kW (PS)      | 134 (182) bei 6700 | 186 (253) bei 5300 |
| max. Drehmoment in Nm         | 232 bei 4900       | 353 bei 2000       |
| Getriebe, serienmäßig         | 6-Stufen-Automatik | 6-Stufen-Automatik |
| Höchstgeschwindigkeit in km/h | k. A.              | k. A.              |
| Beschleunigung, 0–100 km/h    | k. A.              | k. A.              |
| Kohlenstoffdioxid-Emissionen  | k. A.              | k. A.              |
| Tankinhalt                    | 59 l               | 59 l               |

## 2. Generation (2015–2021)

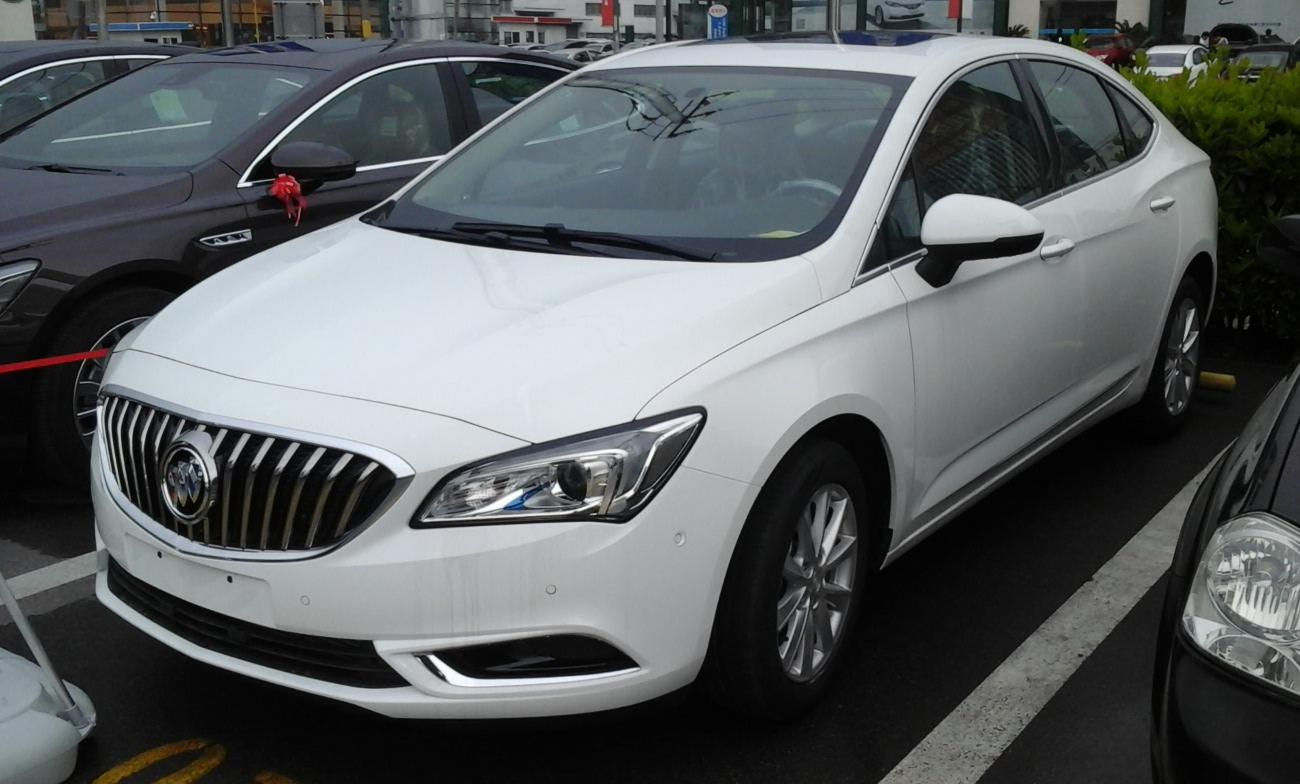
Buick Verano Limousine (2015–2019)

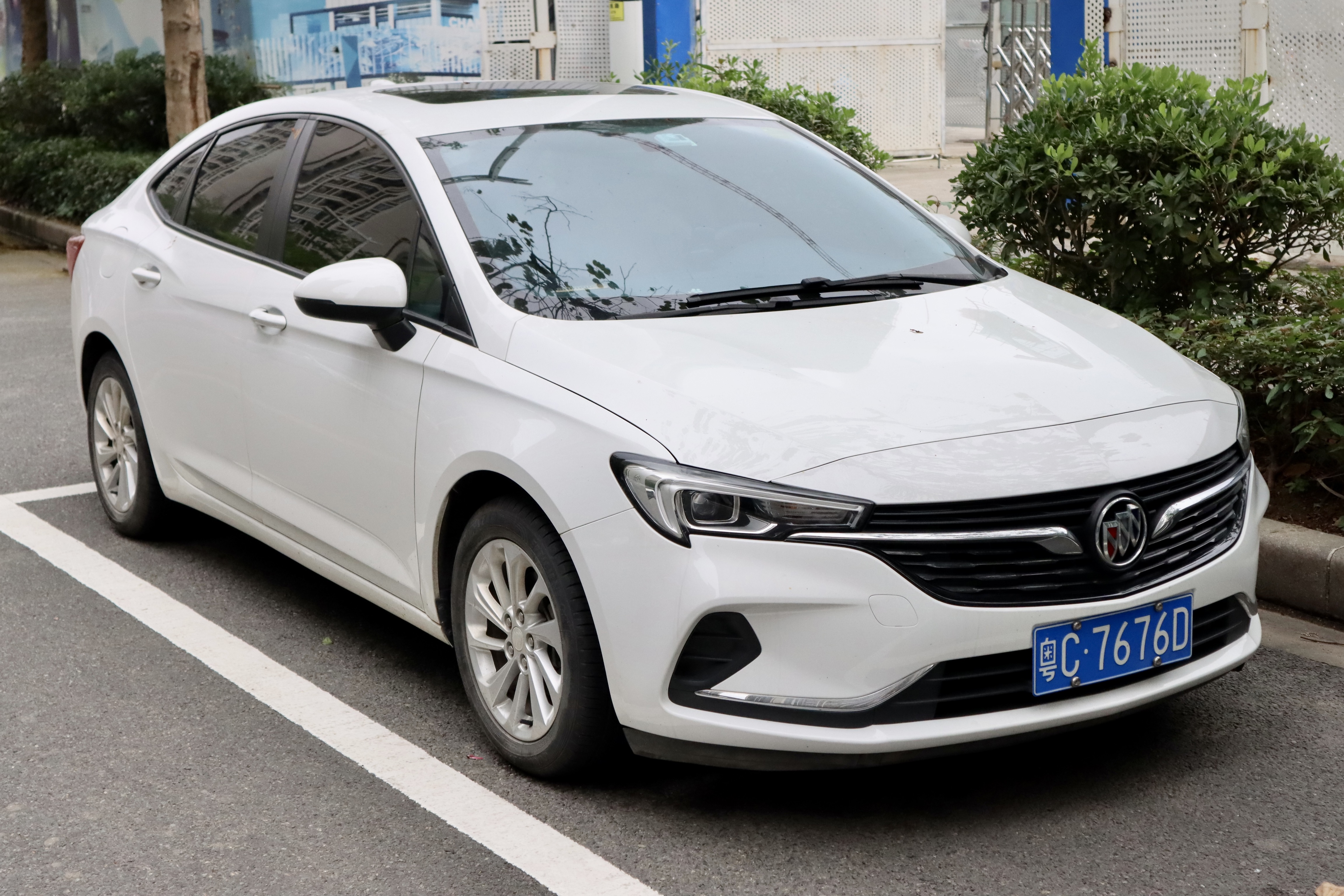
Buick Verano Limousine (2019–2021)

Die zweite Generation des Verano wurde im April 2015 formal auf der Auto Shanghai erstmals präsentiert und am 27. Juni 2015 auf dem chinesischen Markt unter der Marke Buick eingeführt. Im Gegensatz zu den anderen Modellen der Baureihe wurde das Fahrzeug auch als Schrägheck verkauft. Das Fahrzeug ist baugleich mit dem Opel Astra K und basiert auf der D2XX-Plattform von GM.
Auf der Guangzhou Auto Show im November 2015 stellte Buick die Schrägheckversion und eine darauf aufbauende sportliche GS-Version vor. Der Marktstart des Schräghecks war Ende 2015.
Im Herbst 2019 erhielt das Fahrzeug in der Stufenheckvariante ein Facelift.

### Technische Daten
|                                            | 1.5 SIDI                         | 15T                         | 20T                         | 1.5 SIDI                       | 1.5 SIDI                       | GS 1.5 SIDI                    |
| ------------------------------------------ | -------------------------------- | --------------------------- | --------------------------- | ------------------------------ | ------------------------------ | ------------------------------ |
| Bauzeitraum                                | 06/2015–09/2019                  | 09/2019–09/2021             | 09/2019–09/2021             | 09/2016–09/2019                | 06/2015–12/2019                | 12/2015–12/2019                |
| Karosserieform                             | Stufenhecklimousine              | Stufenhecklimousine         | Stufenhecklimousine         | Stufenhecklimousine            | Schräghecklimousine            | Schräghecklimousine            |
| Motorkenndaten                             |                                  |                             |                             |                                |                                |                                |
| Motorart                                   | Ottomotor                        | Ottomotor                   | Ottomotor                   | Ottomotor                      | Ottomotor                      | Ottomotor                      |
| Motorbauart                                | 4-Zylinder-Reihenmotor           | 3-Zylinder-Reihenmotor      | 3-Zylinder-Reihenmotor      | 4-Zylinder-Reihenmotor         | 4-Zylinder-Reihenmotor         | 4-Zylinder-Reihenmotor         |
| Hubraum                                    | 1490 cm³                         | 999 cm³                     | 1341 cm³                    | 1490 cm³                       | 1490 cm³                       | 1490 cm³                       |
| max. Leistung bei min−1                    | 87 kW (118 PS) / 6600            | 92 kW (125 PS) / 5800       | 121 kW (165 PS) / 5600      | 124 kW (169 PS) / 5600         | 87 kW (118 PS) / 6600          | 124 kW (169 PS) / 5600         |
| max. Drehmoment bei min−1                  | 146 Nm / 4000                    | 180 Nm / 1350–4500          | 240 Nm / 1500–4000          | 270 Nm / 1700–4400             | 146 Nm / 4000                  | 270 Nm / 1700–4400             |
| Kraftübertragung                           |                                  |                             |                             |                                |                                |                                |
| Antrieb, serienmäßig                       | Vorderradantrieb                 | Vorderradantrieb            | Vorderradantrieb            | Vorderradantrieb               | Vorderradantrieb               | Vorderradantrieb               |
| Getriebe, serienmäßig                      | 6-Gang-Schaltgetriebe            | 6-Gang-Automatikgetriebe    | Stufenloses Getriebe        | 7-Gang-Doppelkupplungsgetriebe | 6-Gang-Doppelkupplungsgetriebe | 7-Gang-Doppelkupplungsgetriebe |
| Getriebe, optional                         | [6-Gang-Doppelkupplungsgetriebe] | —                           | —                           | —                              | —                              | —                              |
| Messwerte                                  |                                  |                             |                             |                                |                                |                                |
| Länge × Breite × Höhe                      | 4718 mm × 1802 mm × 1466 mm      | 4723 mm × 1802 mm × 1466 mm | 4723 mm × 1802 mm × 1476 mm | 4718 mm × 1802 mm × 1471 mm    | 4370 mm × 1809 mm × 1461 mm    | 4387 mm × 1809 mm × 1461 mm    |
| Radstand                                   | 2700 mm                          | 2700 mm                     | 2700 mm                     | 2700 mm                        | 2662 mm                        | 2662 mm                        |
| Höchstgeschwindigkeit                      | 185 km/h [180 km/h]              | 180 km/h                    | 200 km/h                    | 205 km/h                       | 180 km/h                       | 210 km/h                       |
| Beschleunigung, 0–100 km/h                 | 12,2 s [12,8 s]                  | 11,9 s                      | 9,2–9,3 s                   | 8,8–8,9 s                      | 12,8 s                         | 8,8 s                          |
| Kraftstoffverbrauch auf 100 km, kombiniert | 5,9 l Super [6,3 l Super]        | 5,2 l Super                 | 5,5 l Super                 | 5,8–5,9 l Super                | 6,3 l Super                    | 5,9 l Super                    |
| Leergewicht                                | 1260 kg [1295 kg]                | 1310 kg                     | 1320–1350 kg                | 1320–1345 kg                   | 1280 kg                        | 1315 kg                        |
| Tankinhalt                                 | 52 l                             | 52 l                        | 52 l                        | 52 l                           | 52 l                           | 52 l                           |

Werte in eckigen Klammern [ ] gelten für Modelle mit Doppelkupplungsgetriebe

## 3. Generation (seit 2021)

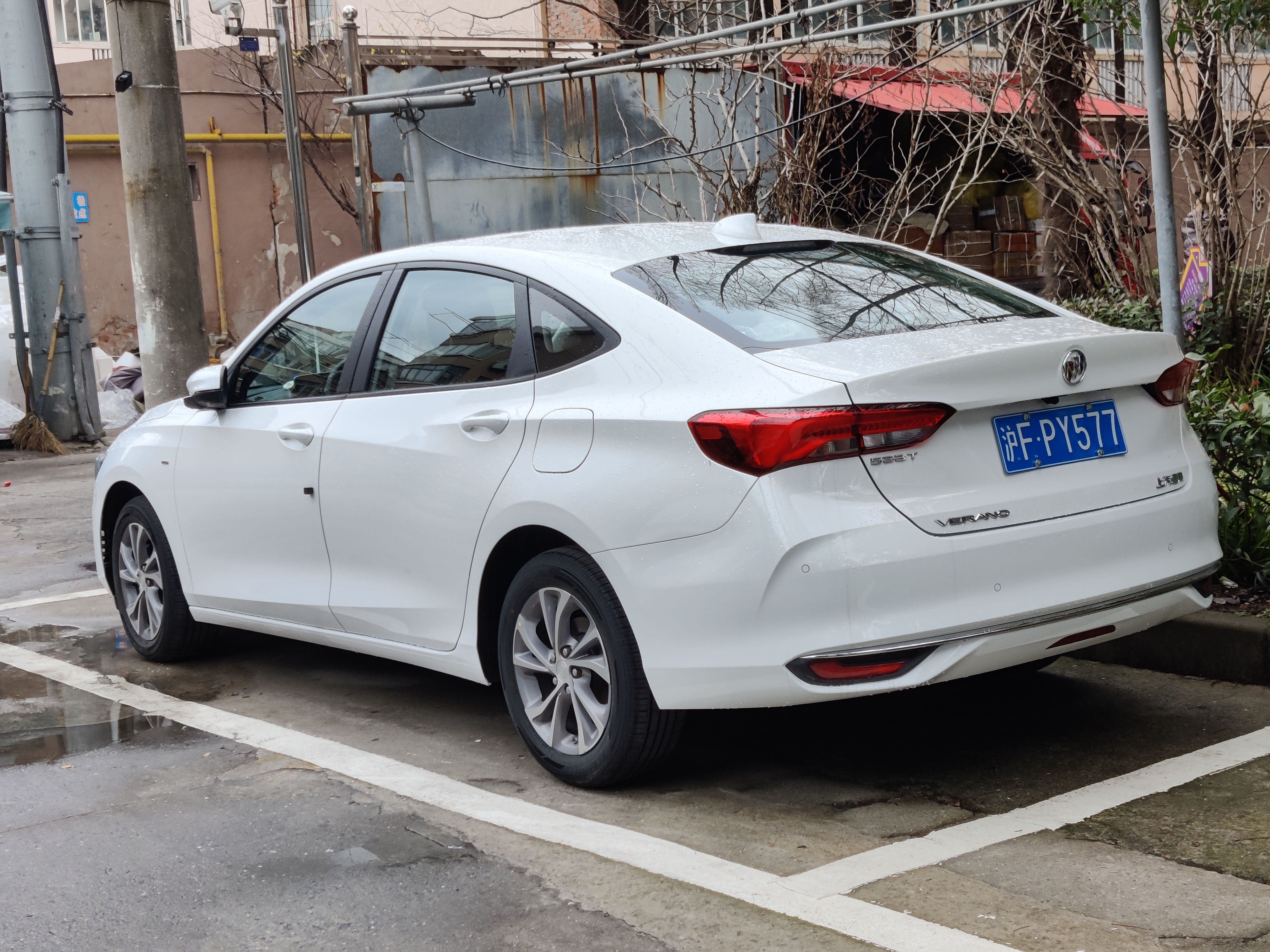
Heckansicht

Eine neue Generation der Baureihe wurde im April 2021 als Verano Pro auf der Shanghai Auto Show vorgestellt. Die Markteinführung in China erfolgte im September 2021.
Angetrieben wird die Limousine von einem aufgeladenen 1,5-Liter-Ottomotor mit 135 kW (184 PS). Die Beschleunigung auf 100 km/h soll in 7,7 Sekunden erfolgen, die Höchstgeschwindigkeit wird mit 210 km/h angegeben.

### Technische Daten
|                                            | 533T                   |
| ------------------------------------------ | ---------------------- |
| Bauzeitraum                                | seit 09/2021           |
| Motorkenndaten                             |                        |
| Motorart                                   | Ottomotor              |
| Motorbauart                                | 4-Zylinder-Reihenmotor |
| Hubraum                                    | 1498 cm³               |
| max. Leistung bei min−1                    | 135 kW (184 PS) / 5500 |
| max. Drehmoment bei min−1                  | 250 Nm / 1500–5000     |
| Kraftübertragung                           |                        |
| Antrieb, serienmäßig                       | Vorderradantrieb       |
| Getriebe, serienmäßig                      | Stufenloses Getriebe   |
| Messwerte                                  |                        |
| Höchstgeschwindigkeit                      | 210 km/h               |
| Beschleunigung, 0–100 km/h                 | 7,7 s                  |
| Kraftstoffverbrauch auf 100 km, kombiniert | 5,95–6,15 l Super      |
| Leergewicht                                | 1315–1335 kg           |
| Tankinhalt                                 | 44 l                   |